# Solsona (Lleida)
Solsona ist eine Stadt in der Comarca Solsonès in Katalonien, Spanien. Sie ist Hauptstadt der Comarca Solsonès. Das Stadtgebiet hat eine Fläche von etwa 18 km², auf denen 9.480 Einwohner (Stand: 2024) leben.
Die Gemeinde erhielt während der Herrschaft König Philipps II. ihre Stadtrechte und wurde auf dessen Bitte 1593 von Papst Clemens VIII. zum Bischofssitz erhoben. Der mittelalterliche Ortskern mit Dom und Diözesanmuseum sind heute die bedeutendsten Sehenswürdigkeiten der Stadt.
Das Stadtgebiet grenzt im Norden an die Gemeinde Lladurs und ansonsten an die Gemeinde Olius.

## Söhne und Töchter der Stadt
- Francesc Ribalta, Maler, * 1565 in Solsona; † 1628 in Valencia.

## Einzelnachweise

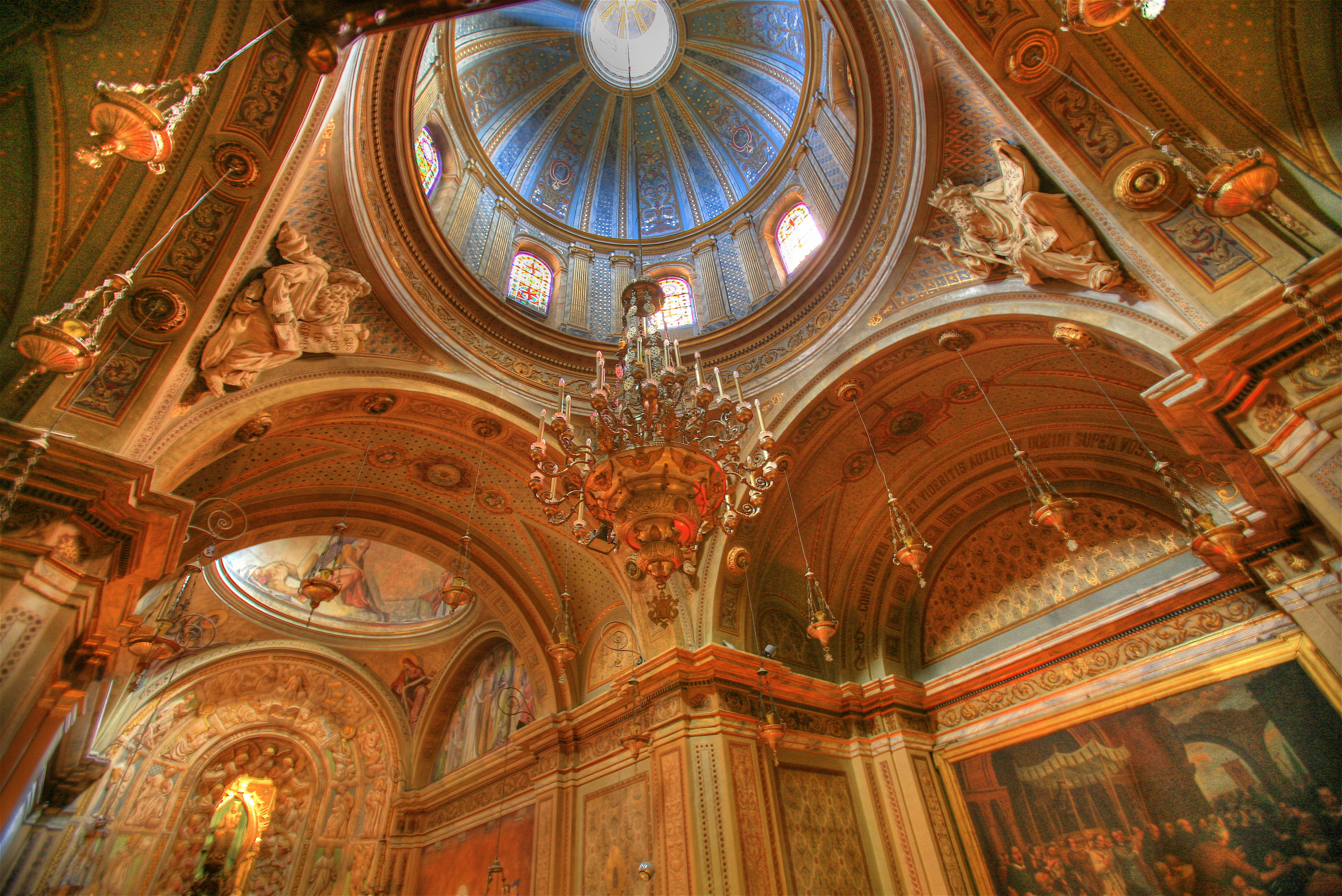
Solsona: Innenansicht der Kathedrale von Solsona